# Зубово (Шольский сельсовет)
Зубово — село в Белозерском районе Вологодской области. Административный центр Шольского сельского поселения.
С точки зрения административно-территориального деления — центр Шольского сельсовета.
Расположено на левом берегу реки Шолы. Расстояние по автодороге до районного центра Белозерска — 103 км. Ближайшие населённые пункты — Гаврино, Есино, Митино.
По переписи 2002 года население — 1518 человек (699 мужчин, 819 женщин). Преобладающая национальность — русские (99 %).
Село Зубово образовалось на основе Гавринской волости, когда стало административным центром Шольского района. В селе есть больница с более чем столетней историей, библиотека, школа и детский сад.
В селе расположен комплекс памятников архитектуры: усадьба Сукина (жилой дом и складской корпус, разрушена, заброшена), дача Сукина (главный дом и каретный сарай с конюшней, дом полностью сгорел в 2013 году), церковь Рождества пресвятой Богородицы 1806 года (с домом причта и оградой, сильно разрушена и не используется, в советское время в ней располагался кинотеатр).